# Van Hool Astromega
Van Hool Astromega – seria dwupokładowych autokarów turystycznych produkowana od 1982 roku przez belgijskie przedsiębiorstwo Van Hool w Liège.

## Historia
Po sukcesie rynkowym modeli autokarów wysokopokładowych Van Hool Alizée oraz Van Hool Alicron, zaprezentowanych w 1978 r., przedsiębiorstwo zdecydowało się rozpocząć prace badawcze nad modelem autokaru piętrowego. W efekcie w 1982 r. miała miejsce premiera dwóch modeli dwupokładowych – TD820 Amarant i TD824 Astromega. Oba pojazdy konstrukcyjnie oparto na produkowanej przez Van Hool serii autokarów T8. Później do produkcji wprowadzono jeszcze model TD827 Astromega. Mimo to, produkcja tych pojazdów aż do końca XX w. osiągała poziom 20–50 sztuk rocznie. W 1997 r. miała miejsce premiera nowej generacji autokarów piętrowych Astromega. Do produkcji wprowadzono model TD924, który w 2003 r. zastąpiono modelem TD925 o długości 13,15 m i pojemności do 83 miejsc. Równolegle w 1997 r. w ofercie znalazł się model TD927 o długości 14,1 m mogący zabrać na pokład do 93 pasażerów. W 2002 r. nastąpił wzrost zainteresowania klientów autokarami piętrowymi Van Hool, kiedy to sprzedano po raz pierwszy ponad 100 sztuk modelu T9 Astromega w ciągu jednego roku – głównie były to pojazdy zabudowane na podwoziu Volvo na rynek brytyjski. Kolejne ożywienie w sprzedaży pojazdów piętrowych Van Hool nastąpiło w 2007 r. i od tego czasu roczna produkcja modelu wynosi ponad 100 sztuk rocznie, z czego największymi odbiorcami są przewoźnicy autokarowi z USA, którym dedykowana jest specjalna wersja modelu TD925 spełniająca amerykańskie wymagania prawne dotyczące autokarów. Kolejna generacja autokarów tego modelu – obejmująca modele TDX25 i TDX27 Astromega – zadebiutowała w 2011 r. W 2013 r. Van Hool TDX27 Astromega wziął udział w konkursie o tytuł Autokar Roku 2014, razem z autokarami Mercedes-Benz Travego Edition 1 oraz Setra S515 HD. Ostatecznym zwycięzcą okazał się autokar marki Setra. 

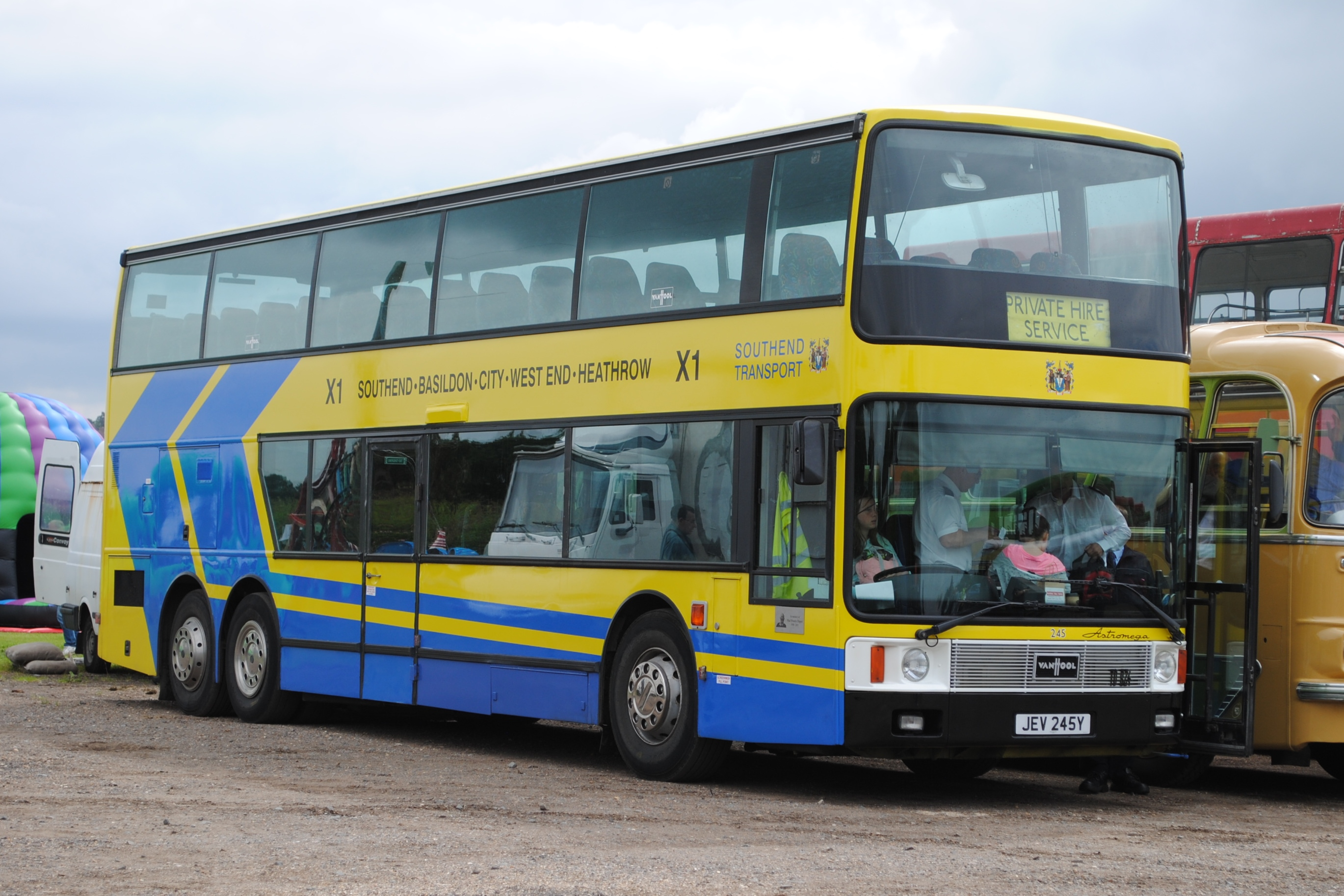
Van Hool T824 Astromega
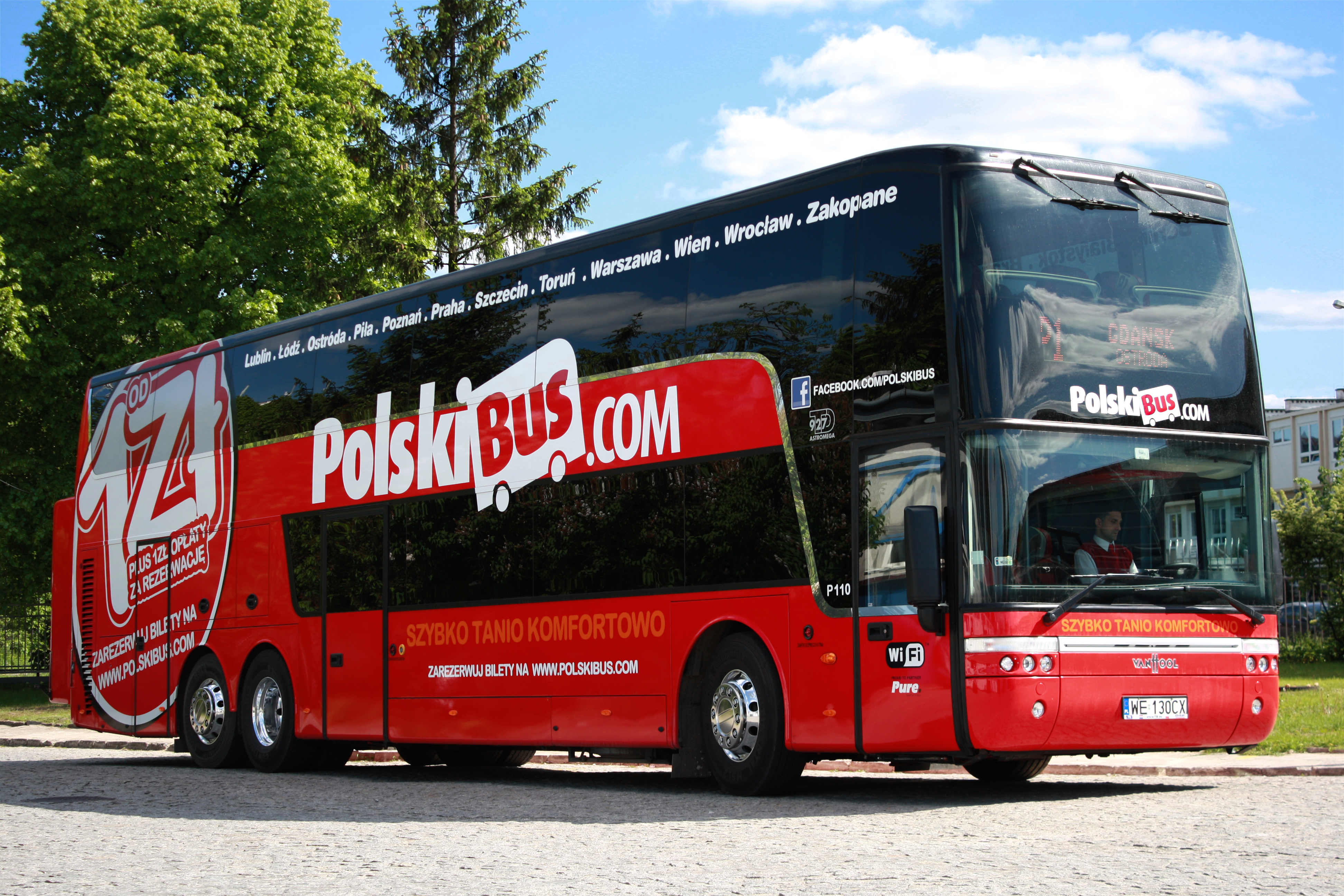
Van Hool TD927 Astromega w barwach PolskiBus.com
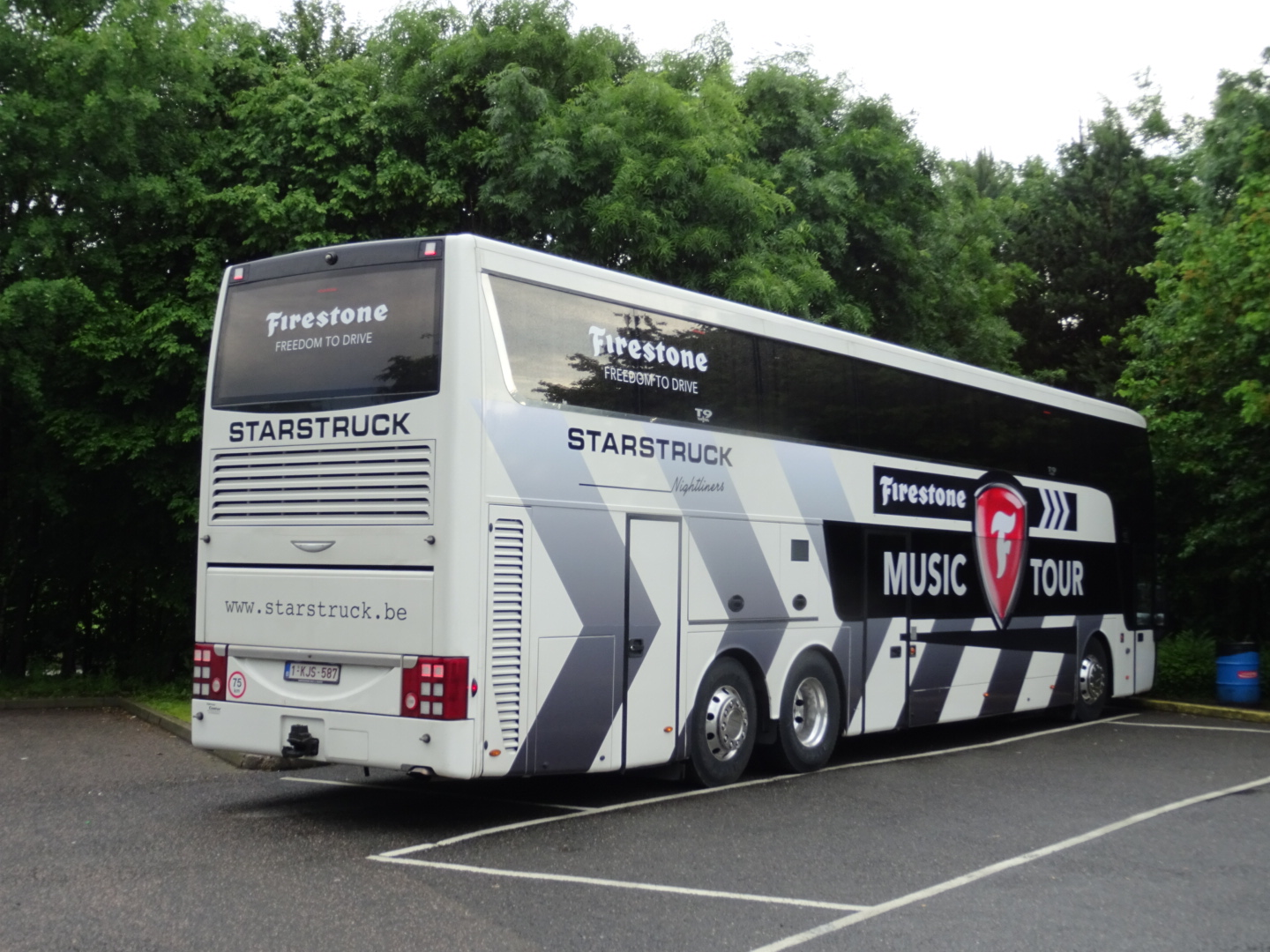
TD927 Astromega – tył autokaru
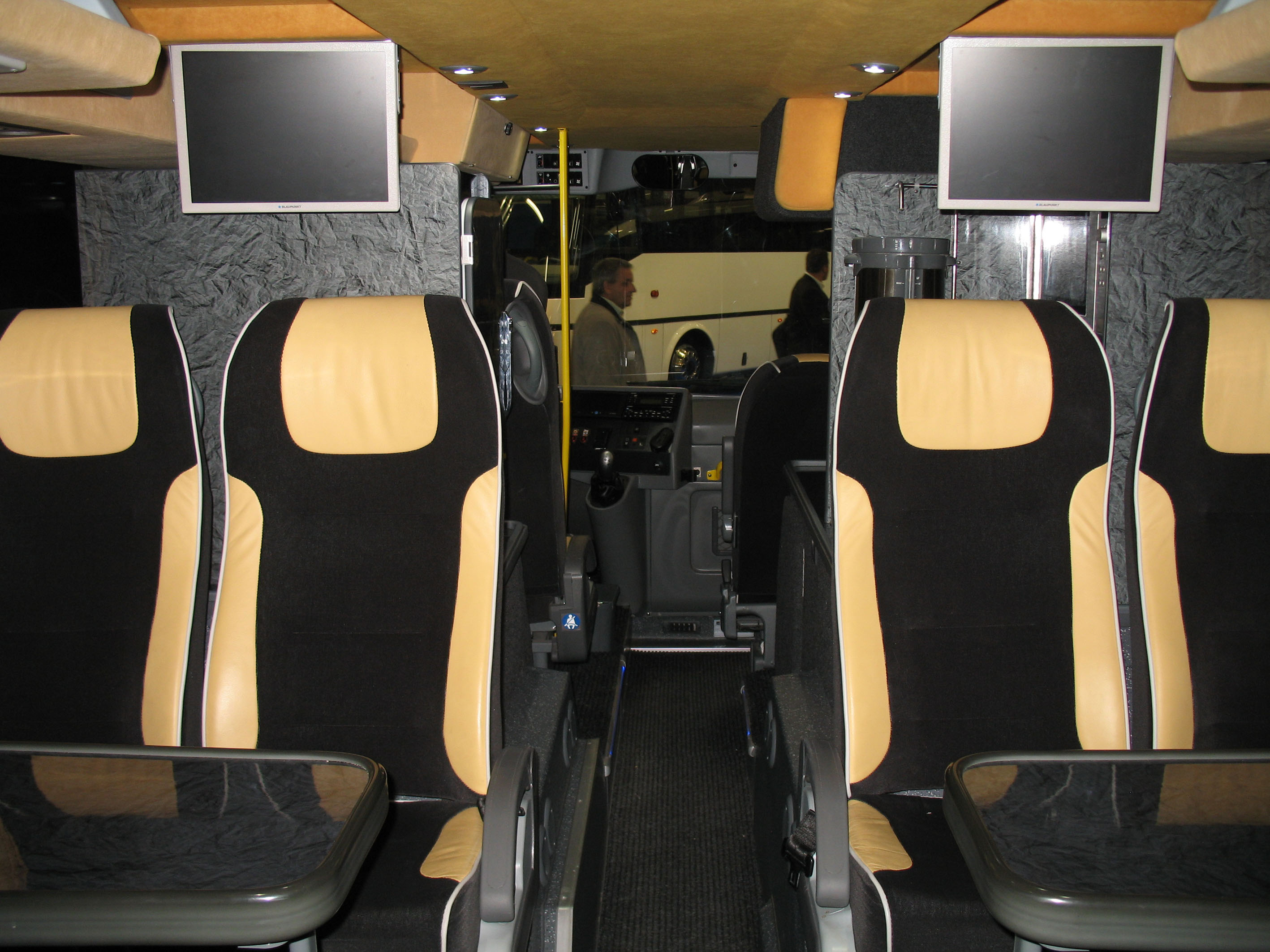
TD927 Astromega – widok wnętrza (dolny pokład)
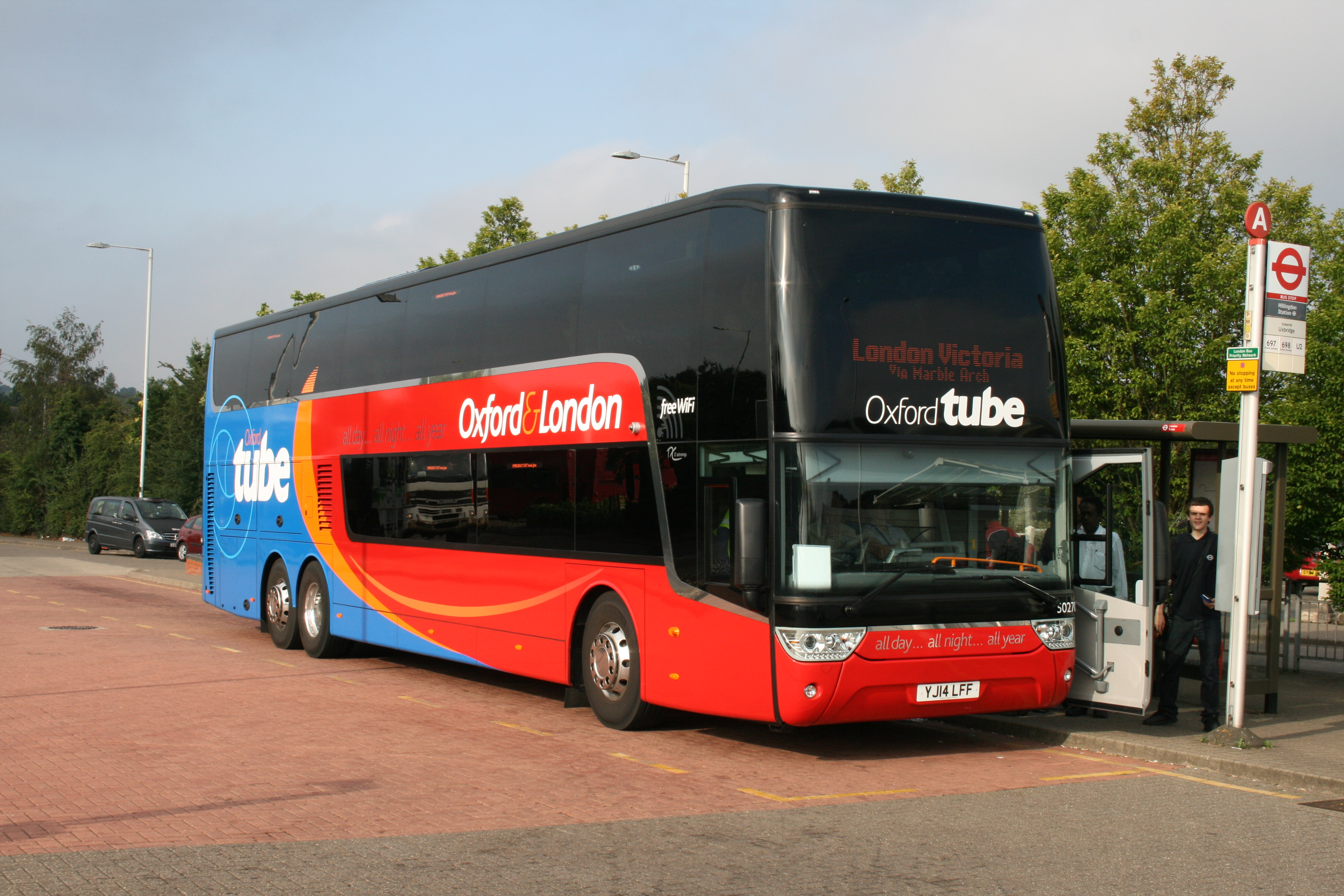
Van Hool TDX27 Astromega
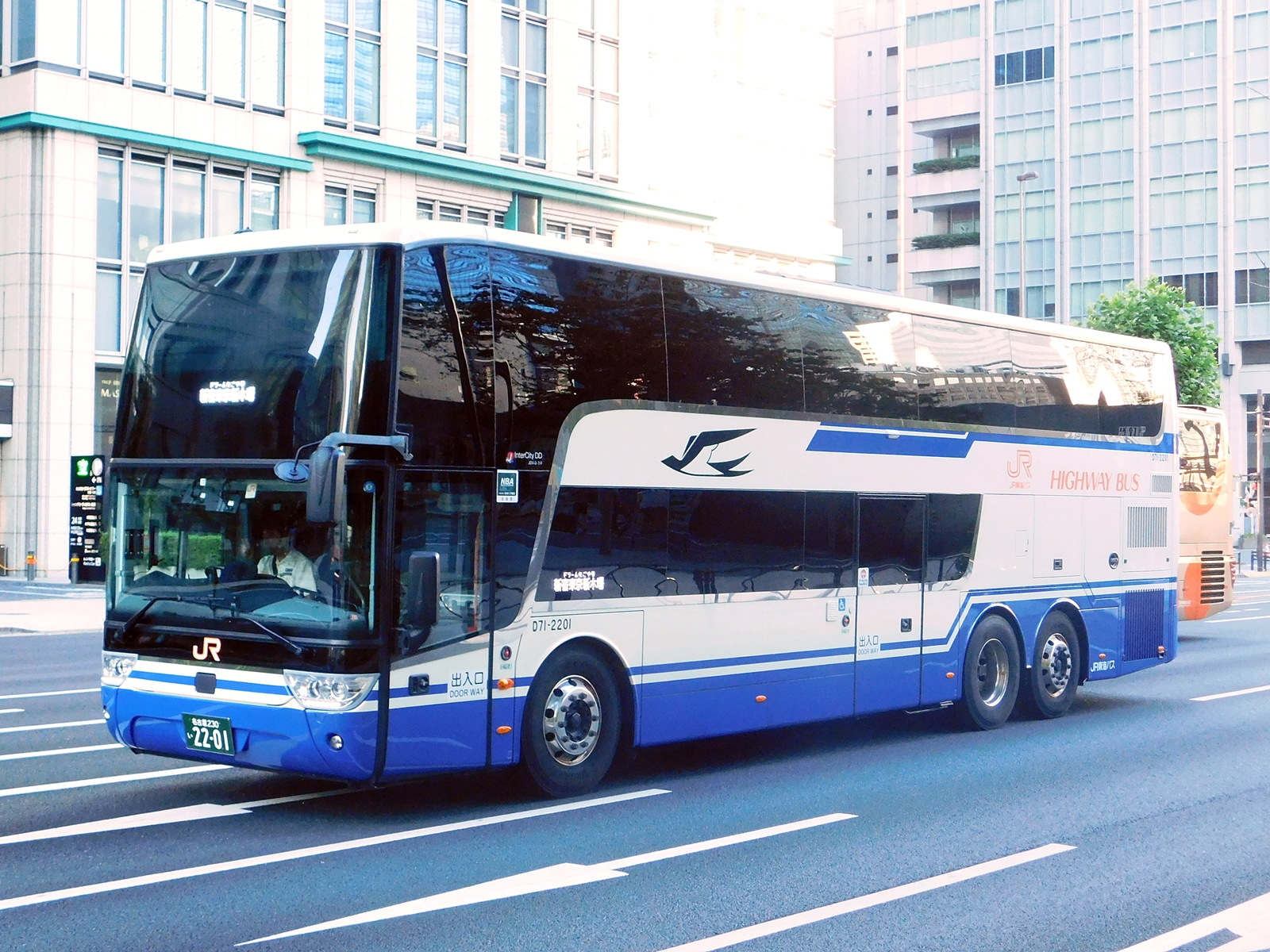
Astromega TDX24, JR Tokai Bus

## Konstrukcja
|                                                  | TDX25 Astromega                                                        | TDX27 Astromega                                                        |
| ------------------------------------------------ | ---------------------------------------------------------------------- | ---------------------------------------------------------------------- |
| Długość                                          | 13 150 mm                                                              | 14 105 mm                                                              |
| Szerokość                                        | 2550 mm                                                                | 2550 mm                                                                |
| Wysokość                                         | 4000 mm                                                                | 4000 mm                                                                |
| Rozstaw osi                                      | 6160 mm / 1300 mm                                                      | 6850 mm / 1300 mm                                                      |
| Zwis przedni / tylny                             | 2595 mm / 3095 mm                                                      | 2595 mm / 3360 mm                                                      |
| Liczba miejsc maksymalnie (górny + dolny pokład) | 59 + 22 + 1 + 1                                                        | 63 + 26 + 1 + 1                                                        |
| Przestrzeń bagażowa maksymalnie                  | 7,02 m                                                                 | 7,32 m                                                                 |
| Silnik                                           | DAF MX 13 Euro 6 390 kW (530 KM), 2600 Nm lub 355 kW (483 KM), 2500 Nm | DAF MX 13 Euro 6 390 kW (530 KM), 2600 Nm lub 355 kW (483 KM), 2500 Nm |
| Skrzynia biegów                                  | ZF Traxon lub Allison T525                                             | ZF Traxon lub Allison T525                                             |
| Hamulce                                          | Tarczowe, wentylowane powietrzem                                       | Tarczowe, wentylowane powietrzem                                       |
| Systemy bezpieczeństwa                           | ABS, EBS, ESC, ACC, AEBS, LDW, FSD                                     | ABS, EBS, ESC, ACC, AEBS, LDW, FSD                                     |